# 防府港
山口県防府市にある港だとすると、もしかして
- 三田尻中関港

ではありませんか？